# Ашулук (средний проток Ахтубы)
Ашулук — водоток в Харабалинском районе Астраханской области, левый рукав Ахтубы.
Длина — 47 км. Отделяется от Ахтубы в районе посёлка Бугор, вновь впадает в Ахтубу в 127 км от её устья. Ширина реки в 5 км от устья достигает 200 метров, глубина 2 метра.
На реке расположены (от истока к устью) посёлок Бугор, сёла Сасыколи, Кочковатка, город Харабали, село Тамбовка.